# 1144 Oda
Oda (asteróide 1144) é um asteróide da cintura principal com um diâmetro de 57,59 quilómetros, a 3,3927698 UA. Possui uma excentricidade de 0,0948029 e um período orbital de 2 650,42 dias (7,26 anos).
Oda tem uma velocidade orbital média de 15,3846329 km/s e uma inclinação de 9,74309º.
Esse asteróide foi descoberto em 28 de Janeiro de 1930 por Karl Reinmuth.